# FC Biel-Bienne
El FC Biel-Bienne es un club de fútbol suizo, de la ciudad de Biel-Bienne. Fue fundado en 1896 y juega actualmente, en la 1. Liga Promotion.

## Palmarés

### Torneos nacionales
- Superliga Suiza (1): 1947